# CLRN3
CLRN3 (англ. Clarin 3) – білок, який кодується однойменним геном, розташованим у людей на 10-й хромосомі. Довжина поліпептидного ланцюга білка становить 226 амінокислот, а молекулярна маса — 25 321.
| 10         |  | 20         |  | 30         |  | 40         |  | 50         |
| ---------- |  | ---------- |  | ---------- |  | ---------- |  | ---------- |
| MPTTKKTLMF |  | LSSFFTSLGS |  | FIVICSILGT |  | QAWITSTIAV |  | RDSASNGSIF |
| ITYGLFRGES |  | SEELSHGLAE |  | PKKKFAVLEI |  | LNNSSQKTLH |  | SVTILFLVLS |
| LITSLLSSGF |  | TFYNSISNPY |  | QTFLGPTGVY |  | TWNGLGASFV |  | FVTMILFVAN |
| TQSNQLSEEL |  | FQMLYPATTS |  | KGTTHSYGYS |  | FWLILLVILL |  | NIVTVTIIIF |
| YQKARYQRKQ |  | EQRKPMEYAP |  | RDGILF     |  |            |  |            |

A: Аланін

C: Цистеїн

D: Аспарагінова кислота

E: Глутамінова кислота

F: Фенілаланін

G: Гліцин

H: Гістидин

I: Ізолейцин

K: Лізин

L: Лейцин

M: Метіонін

N: Аспарагін

P: Пролін

Q: Глутамін

R: Аргінін

S: Серин

T: Треонін

V: Валін

W: Триптофан

Задіяний у такому біологічному процесі, як альтернативний сплайсинг. 
Локалізований у мембрані.